# Жидовар
Жидовар је вишеслојно праисторијско налазиште Тел типа, које се налази у близини села Орешац између Вршца и Беле Цркве, на ободу Делиблатске пешчаре и Загајичких брда.
Назив за Тел тип археолошког налазишта долази из арапске речи "Тал" у значењу "брдо" или "узвишење". Археолошка истраживања су на простору Жидовара вршена у више наврата (1948. и 1949, 1964—1966, 1971, 1977, а нова истраживања започињу 1996. године и са мањим прекидима трају до данас. Прва археолошка истраживања започиње 1948. године професор Бранко Гавела са Филозофског факултета у Београду. Под руководством академика Драгослава Срејовића 1996. године започињу нова систематска истраживања, којима након његове смрти руководи др Милош Јевтић. Током истраживања утврђено је да прво насеље на Жидовару потиче из раног бронзаног доба, а да живот на Жидовару престаје доласком римљана и успостављањем границе на Дунаву. Културни слој на Жидовару достиже дебљину од преко 5,7 м, и састоји се од сукцесивно формираних насеља, која припадају бронзаном и гвозденом добу.

## Опис локалитета
Жидовар је смештен на заравњеном врху купастог лесног узвишења, 40 метара изнад некадашњег корита реке Караш (корито је данас исушено, пошто је вода усмерена у канал Дунав—Тиса—Дунав) и обухвата површину од 5000 m². Сачињавају га утврђење (дрвена палисада и сухозид) и подграђе, који су повезани својеврсном природном рампом. Најстарији налази су датирани у неолит и припадају периоду земљорадничких култура, а налази металне шљаке на простору указују на то да су Келти у свом граду прерађивали руду.

### Археолошки подаци
Стратиграфска слика на Жидовару је следећа:
- Хоризонт раног бронзаног доба - предватински и рановатински хоризонт
- Хоризонт средњег бронзаног доба - Ватинска култура
- Хоризонт касног бронзаног доба - Белегиш култура
- Хоризонт старијег и средњег гвозденог доба - Босут IV
- Хоризонт млађег гвозденог доба са три фазе:
- Келтско утврђено насеље односно келтски опидум (oppidum), који представља старију фазу насеља млађег гвозденог доба
- Дачко/Келтско насеље, које представља средњу фазу
- Дачко насеље, које представља последњу фазу локалитета и датује се у крај 1. век н. е.

### Остава сребрног накита (пронађена 2001)
Током новијих истраживања локалитета, која су спровели Филозофски факултет у Београду (др Милош Јевтић, др. Миодраг Сладић и др. Мирослав Лазић) и Градски музеј Вршац (мр Јован Узелац), откривена је у келтском хоризонту богата остава сребрног и ћилибарског накита из млађег гвозденог доба, као права археолошка атракција и реткост на тлу Србије. У остави је пронађено:
- осам великих фибула од сребра
- два масивна торквеса од плетене сребрне жице
- две раскошно украшене сребрне кутије за драгоцености
- велики медаљон украшен полудрагим камењем
- два прстена
- стотинак великих сребрних перли
- неколико десетина перли од ћилибара

Најмлађи слој потиче из 1. века нове ере, и у том слоју је пронађенa грађевина великих димензија прекривене белим кречњаком, што указује на то да се ради о репрезентативној грађевини тј грађевинама које су служиле у обредне сврхе и нису биле намењене за становање. У њима је нађена велика количима сребрног накита и делови раскошних ношњи. Најважнији артефакт су богато украшене сребрне копче које су помоћу аналогије повезане са сличним налазима из суседне Румуније, које су научници окаракерисали као делове свештеничких одора. Међу налазима био је и велики број сребрних кутија. Само је једна пронађена цела, која је била богато украшена и са амблемом крста на поклопцу. У кутији су се пронађена два бронзана прстена, један већи и један мањи. На једном прстену су забележене 3 гравуре: риба, добри пастир и палмина грана. У ранохришћанској иконографији риба представља Исуса Христа, пастир и палмина грана симбол раја. Поред овога нађени су многобројни бријачи за косу - што указује на обред крштења.

## Статус, значај и перспективе
Данас се Жидовар налази под заштитом државе као археолошко налазиште од изузетног значаја, а његови најбитнији налази су:
- архитектонски остаци
- многобројни керамички материјал,
- оруђа од камена, костију, јелењег рога
- изузетне оставе накита, међу којима је се истиче остава из млађег гвозденог доба откривена 2001. године.

Сам локалитет се више пута нашао на удару дивљих археолога који су га прекопавали у потрази за богатим пленом.

## Галерија
- Информативна табла
- Ободи платоа
- Видик од горе
- Плато је већим делом до самог руба преоран
- Уломци грнчарије се могу видети по њивама, на целом платоу
- Ново гробље на платоу
- Стрми сурдук, прекопута брега са остацима опидума
- Боје јесени
- Немар мештана